# Tandonia reuleauxi
Tandonia reuleauxi is een slakkensoort uit de familie van de Milacidae. De wetenschappelijke naam van de soort is voor het eerst geldig gepubliceerd in 1887 door Clessin.